# Taizan Maezumi
Taizan Maezumi (24 februari 1931 - 15 mei 1995) was een Japanse Zen-leraar die een grote rol heeft gespeeld bij de verspreiding van Zen in het westen. Bekende leerlingen zijn Bernie Glassman, Charlotte Joko Beck en Dennis Genpo Merzel.

## Levensloop

### Zen-opleiding
In 1942, toen hij elf jaar oud was, werd Maezumi Soto-monnik. In 1955 ontving hij dharma-overdracht van zijn vader Hakujun Kuroda Roshi, een standaard-procedure voor Soto-priesters. In 1967 ging hij koans studeren bij Hakuun Yasutani van de Sanbo Kyodan, en ontving in 1970 dharma-overdracht. In 1973 ontving hij dharma-overdracht van Koryu Osaka, een leken-Rinzai-leraar.

### Verenigde Staten
In 1956 ging Maezumi naar Los Angeles om als priester te werken in de Zenshuji tempel, het Soto hoofdkwartier in de Verenigde Staten. In 1967 richtte hij het Zen Centrum of Los Angeles op. In 1979 richtte samen met Bernie Glassman de White Plum Asanga op.

## Kritieken
Maezumi's persoonlijke problemen hebben vragen opgeroepen over zijn rol als Zen-leraar. Maar zijn openheid hierover werd ook gewaardeerd door leerlingen, en ervaren als een onderricht in het onder ogen zien van eigen tekortkomingen.

## Lineage

### Leraren
Dharma-overdracht ontvangen van:
- Hakujun Kuroda
- Hakuun Yasutani
- Koryu Osaka

### Leerlingen
Dharma-overdracht verleend aan:
- Bernard Tetsugen Glassman
- Dennis Genpo Merzel
- Charlotte Joko Beck
- Jan Chozen Bays
- John Daido Loori
- Gerry Shishin Wick
- John Tesshin Sanderson
- Alfred Jitsudo Ancheta
- Charles Tenshin Fletcher
- Susan Myoyu Andersen
- Nicolee Jikyo Miller
- William Nyogen Yeo

## Verder lezen
- Hakuyu Taizan Maezumi (2001), Appreciate Your Life. The essence of Zen practice. ISBN 9781570629167
- Hakuyu Taizan Maezumi (2001), Teaching of the Great Mountain: Zen Talks by Taizan Maezumi. ISBN 9780804832731